# Einer muß dran glauben
Einer muß dran glauben (in Deutschland auch unter dem Titel Billy the Kid – Einer muss dran glauben veröffentlicht) ist ein Western von Arthur Penn aus dem Jahr 1958. In der Hauptrolle ist Paul Newman zu sehen.

## Handlung
Billy the Kid irrt mittellos durch die Prärie von New Mexico und wird von einer Gruppe von Cowboys aufgegriffen. Farmer Tunstall nimmt ihn in seine Dienste und es entsteht ein freundschaftliches Verhältnis zwischen den beiden. Als eine Gruppe verfeindeter Rancher Tunstall hinterrücks erschießt, schwört Billy Rache. Er tötet zwei der Auftragsmörder und flüchtet mit seinen Freunden Tom und Charlie nach Mexiko. Hier trifft er auf den Sheriff Pat Garrett, dem er verspricht, aus Liebe zu Celsa den Frieden zu wahren.
Billy, Tom und Charlie kehren nach New Mexico zurück, als eine Amnestie ausgerufen wird. Charlie erschießt jedoch den dritten Tunstall-Mörder, und die drei fliehen abermals. Auf Garretts Hochzeit treffen sie auf den letzten verbliebenen Mörder. Billy tötet ihn, und Sheriff Garrett verfolgt die drei Freunde. Tom und Charlie sterben durch Garretts Waffe, bevor Billy sich seinem Verfolger stellt. Im letzten Moment flieht er jedoch vor der Todesstrafe und wird wiederum von Garrett gehetzt. Schließlich gibt Billy endgültig auf: er kommt in Mexiko an und übergibt Celsa seine Waffe. Garrett missversteht jedoch die Situation und erschießt Billy.

## Hintergrund
Das Drehbuch basiert auf dem von Gore Vidal geschriebenen Fernsehspiel The Death of Billy the Kid (1955), ebenfalls von Penn mit Newman in der Hauptrolle inszeniert. Einer muß dran glauben war Penns Kinodebüt.

## Kritiken
- Critic.de: Penn demontiert in seinem Film gnadenlos den Mythos des Heldentums und unterzieht die Legende Billy the Kid einer zeitgenössischen Interpretation. Newmans Method Acting und die Psychologisierung der Titelfigur machen Billy zum Produkt der fünfziger Jahre, das weit mehr Gemeinsamkeiten mit dem James Dean aus "… denn sie wissen nicht, was sie tun" (Rebel without a cause, 1955) aufweist als mit den üblichen Vorstellungen eines Westernprotagonisten.[1]

- Auch Phil Hardy merkt an, Newman sei weder ein romantischer Held noch ein Bösewicht, sondern erscheine eher wie „ein unbedarftes und in sich gekehrtes Opfer“. Penns Kameraarbeit sei „innovativ“ und erfasse die Figuren „gerade bevor sie aus dem Bild huschen“. Das gebe dem Film eine „überraschende Lebendigkeit“.[2]

- Joe Hembus sieht mit Penns Kinodebüt den Beginn eines Einbruchs intellektueller Regisseure in das Westerngenre, die sich mehr für die gebrochenen, zwischen Heldentum und Rebellion schwankenden Figuren interessierten als für historische Genauigkeit.[3]